# Hilaria
Hilariaⓘ – żeński odpowiednik imienia Hilary. Jego patronką jest św. Hilaria, matka św. Afry.
Hilaria imieniny obchodzi 13 stycznia, 12 sierpnia i 27 listopada.

## Osoby o imieniu Hilaria
- Hillary Clinton – sekretarz stanu Stanów Zjednoczonych w gabinecie Baracka Obamy, żona Billa Clintona,
- Hilary Honorine (ur. 1997) – francuska zapaśniczka walcząca w stylu wolnym,
- Hilary Swank – aktorka,
- Hilary Duff – aktorka i piosenkarka.